# Agyrtidia uranophila
Agyrtidia uranophila é uma mariposa da subfamília Arctiinae. Foi descrita por Francis Walker em 1866. É encontrada em São Paulo no Brasil e no Peru.